# Noorwegen op het Eurovisiesongfestival 1995
Noorwegen nam deel aan het Eurovisiesongfestival 1995 in Dublin (Ierland). Het was de 35ste keer dat Noorwegen deelnam aan het Eurovisiesongfestival. NRK was verantwoordelijk voor de Noorse bijdrage voor de editie van 1995.

## Selectie procedure
Net zoals het vorige jaar, koos men er weer voor om een nationale finale te organiseren. In totaal deden er tien artiesten mee aan deze finale.
| Volgorde | Lied                         | Artiest                   | Punten | Plaats |
| -------- | ---------------------------- | ------------------------- | ------ | ------ |
| 1        | "Oh Ramalama"                | After Eight               | 292    | 3      |
| 2        | "Kom inn te' mæ"             | Helga Hægeland Thomassen  | 112    | 8      |
| 3        | "Uten lyst, uten tro"        | Geir Rönning              | 134    | 7      |
| 4        | "Kan ikke du?"               | Can't you?                | 79     | 10     |
| 5        | "Mens tiden går"             | Bente Boe                 | 147    | 5      |
| 6        | "La oss feire livet"         | Arnold B Family           | 327    | 2      |
| 7        | "Til en stjerne"             | Elisabeth Ødegaard Widmer | 87     | 9      |
| 8        | "Dans"                       | Svein O.Greger            | 143    | 6      |
| 9        | "Kjærlighet for første gang" | Nina Grønvold             | 214    | 4      |
| 10       | "Nocturne"                   | Secret Garden             | 404    | 1      |

## In Dublin
In Ierland moest Noorwegen optreden als vijfde, na Bosnië-Herzegovina en voor Rusland. Na de stemming bleek dat Noorwegen de eerste plaats en zo hun tweede overwinning had behaald met 148 punten.
Men ontving zes keer het maximum van de punten. België had vijf punten over voor deze inzending, Nederland deed niet mee in 1995.

### Gekregen punten

#### Finale
| 12 punten                                                      | 10 punten                                  | 8 punten | 7 punten            | 6 punten                |
| -------------------------------------------------------------- | ------------------------------------------ | -------- | ------------------- | ----------------------- |
| - Griekenland - IJsland - Polen - Portugal - Rusland - Turkije | - Frankrijk - Ierland - Israël             |          | - Cyprus - Slovenië | - Hongarije - Malta     |
| 5 punten                                                       | 4 punten                                   | 3 punten | 2 punten            | 1 punt                  |
| - België                                                       | - Duitsland - Spanje - Verenigd Koninkrijk |          | - Denemarken        | - Bosnië en Herzegovina |

### Punten gegeven door Noorwegen

#### Finale
Punten gegeven in de finale:
| 12 punten | Denemarken |
| 10 punten | Rusland    |
| 8 punten  | Zweden     |
| 7 punten  | Kroatië    |
| 6 punten  | Frankrijk  |
| 5 punten  | Cyprus     |
| 4 punten  | Polen      |
| 3 punten  | Oostenrijk |
| 2 punten  | IJsland    |
| 1 punt    | Ierland    |

1960 · 1961 · 1962 · 1963 · 1964 · 1965 · 1966 · 1967 · 1968 · 1969 · 1970 · 1971 · 1972 · 1973 · 1974 · 1975 · 1976 · 1977 · 1978 · 1979 · 1980 · 1981 · 1982 · 1983 · 1984 · 1985 · 1986 · 1987 · 1988 · 1989 · 1990 · 1991 · 1992 · 1993 · 1994 · 1995 · 1996 · 1997 · 1998 · 1999 · 2000 · 2001 · 2002 · 2003 · 2004 · 2005 · 2006 · 2007 · 2008 · 2009 · 2010 · 2011 · 2012 · 2013 · 2014 · 2015 · 2016 · 2017 · 2018 · 2019 · 2020 · 2021 · 2022 · 2023 · 2024 · 2025